# Tierisches Produkt
Als tierische Produkte oder Tierprodukte werden im Zusammenhang mit ihrer menschlichen Nutzung alle Produkte bezeichnet, die entweder direkt aus Tieren hergestellt werden, wie z. B. Fleisch und Leder, bzw. von lebenden Tieren stammen oder von diesen gesammelt werden, wie z. B. Milch und Honig.

## Übersicht
- Säugetiere: Lebensmittel (Fleisch, Fett, Innereien, Milch, Gelatine), Tiernahrung, Schmuck (Horn, Elfenbein, Tierzahnschmuck), Bein (Knochen,  Knochenmark, Knochenmehl), Glutinleim, Fischbein, Pelz, Leder, Sehnen, Saiten, Wolle, Borsten und Haare, Tran, Seife, Duftstoffe (z. B. Moschus, Bibergeil), Düngemittel, Haut, Medizinprodukte (u. a. Hormone, Tierisches Insulin)
- Vögel: Lebensmittel (Fleisch, Innereien, Eier, teilweise Nester), Federn (bes. Daunen), teilweise Leder, Düngemittel (Guano)
- Reptilien: Lebensmittel (Fleisch), Leder, Schildpatt
- Fische: Lebensmittel (Fleisch, Eier; u. a. Kaviar), Hausenblase (Schönung v. Getränken), Fischmehl (als Futtermittel), Fischöl, teilweise Leder (z. B. Rochenleder)
- Krebstiere: Lebensmittel (Fleisch), Zierfischfutter (als Lebendfutter oder Trockenfutter)
- Insekten: Lebensmittel (Fleisch, Honig), Vogelfutter und Futtermittel; Futterinsekten, Wachs, Seide, Farbstoff, Schellack (Schildläuse), Düngemittel, Farbstoffe (Koschenille)
- Weichtiere: Lebensmittel (Fleisch), Perlmutt, Perlen, Farbstoffe (Sepia, Purpur)
- Stachelhäuter: Lebensmittel (Seeigel und Seegurken)
- Nesseltiere: Lebensmittel (Quallen)
- Schwämme: Skelette werden z. B. als Bade- oder Tafelschwamm verwendet (Mittlerweile sind Produkte aus aufgeschäumtem Kunststoff üblicher).

## Ablehnung tierischer Produkte
Die Gewinnung oder Verwendung einzelner oder aller tierischer Produkte wurde und wird von verschiedenen Gruppen aus religiösen, ethischen, gesundheitlichen oder ökologischen Gründen abgelehnt. Die bekanntesten Formen sind das jüdische und islamische Verbot des Verzehrs von Schweinefleisch und das hinduistische Verbot des Verzehrs von Rindfleisch. Der Vegetarismus lehnt je nach Ausprägung nur Produkte aus getöteten Tieren ab oder in seiner strikten Form als Veganismus jegliche Form der Nutzung tierischer Produkte für den Menschen.

## Umweltbilanz
Die Umweltbilanz tierischer Lebensmittel fällt häufig schlecht aus. So zeigt eine in der Fachzeitschrift Science veröffentlichte Untersuchung auf, dass tierische Lebensmittel ungefähr 83 % der weltweiten Ackerfläche verbrauchen und etwa 57 % der Produktion von Lebensmitteln ergeben, jedoch nur 18 % der Energie in der menschlichen Ernährung liefern. Die Erzeugung von tierischen Lebensmitteln benötigt deutlich mehr Energie in Form von Futterpflanzen, als im tierischen Endprodukt verfügbar ist. Die Untersuchung zeigt, dass der Verzicht auf Konsum tierischer Erzeugnisse eine Verringerung der agrarischen Flächennutzung um etwa 3,1 Mrd. ha möglich wäre, was der Fläche von Australien, China, der EU und den USA entspricht.